# Cueta lineosa
Cueta lineosa är en insektsart som först beskrevs av Jules Pièrre Rambur 1842.  Cueta lineosa ingår i släktet Cueta och familjen myrlejonsländor. Inga underarter finns listade i Catalogue of Life.